# دهستان پایین‌جوین
پایین جوین، دهستانی از توابع بخش هلالی و در شهرستان جغتای استان خراسان رضوی ایران است.

## جمعیت
بر اساس سرشماری سال ۱۳۸۵ جمعیت این دهستان (۳٬۰۵۱خانوار) برابر با ۱۲٬۵۳۶نفر بوده است.